# Giorgio Oberweger
Giorgio Oberweger, född 22 december 1913 i Trieste, död 14 oktober 1998 i Rom, var en italiensk friidrottare.
Oberweger blev olympisk bronsmedaljör i diskus vid sommarspelen 1936 i Berlin.